# Grind (Tangerine Dream)
Grind è un singolo pubblicato nel 1977 in Australia e in Francia dalla band tedesca di musica elettronica, i Tangerine Dream. Come per i singoli precedenti, esso accompagna l'uscita nelle sale del film Il salario della paura diretto da William Friedkin.

## Grind / Betrayal

### Tracce
1. Grind – 3:01
2. Betrayal (Sorcerer Theme) – 3:38

## Grind / Impressions of Sorcerer

### Tracce
1. Grind – 3:01
2. Impressions of Sorcerer – 2:54

## Formazione
- Edgar Froese: sintetizzatori, chitarra elettrica, tastiere.
- Peter Baumann: sintetizzatori, tastiere.
- Christopher Franke: sintetizzatore, tastiere, sequencer.